# Кастелькукко
Кастелькукко (італ. Castelcucco, вен. Castelcuc) — муніципалітет в Італії, у регіоні Венето, провінція Тревізо.
Кастелькукко розташоване на відстані близько 440 км на північ від Рима, 60 км на північний захід від Венеції, 34 км на північний захід від Тревізо.
Населення — 2227 осіб (2014).
Щорічний фестиваль відбувається 23 квітня. Покровитель — святий Юрій.

## Демографія
Населення за роками:

Станом на 1 січня 2023 року в муніципалітеті офіційно проживало 189 іноземців з 24 країн, серед них 64 громадяни країн Євросоюзу та 4 громадяни України.

## Сусідні муніципалітети
- Азоло
- Кавазо-дель-Томба
- Монфумо
- Падерно-дель-Граппа
- Поссаньо